# Холокост в Житковичском районе
Холокост в Жи́тковичском районе — систематическое преследование и уничтожение евреев на территории Житковичского района Гомельской области оккупационными властями нацистской Германии и коллаборационистами в 1941—1944 годах во время Второй мировой войны, в рамках политики «Окончательного решения еврейского вопроса» — составная часть Холокоста в Белоруссии и Катастрофы европейского еврейства.

## Геноцид евреев в районе
Житковичский район был полностью оккупирован немецкими войсками в августе 1941 года, и оккупация продлилась почти три года — до июля 1944 года. Нацисты включили Житковичский район в состав территории, административно отнесённой в состав генерального округа «Житомир» рейхскомиссариата Украина.
Для осуществления политики геноцида и проведения карательных операций сразу вслед за войсками в район прибыли карательные подразделения войск СС, айнзатцгруппы, зондеркоманды, тайная полевая полиция (ГФП), полиция безопасности и СД, жандармерия и гестапо.
Во всех крупных деревнях района были созданы районные (волостные) управы и полицейские гарнизоны из коллаборационистов.
Одновременно с оккупацией нацисты и их приспешники начали поголовное уничтожение евреев. «Акции» (таким эвфемизмом гитлеровцы называли организованные ими массовые убийства) повторялись множество раз во многих местах. В тех населенных пунктах, где евреев убили не сразу, их содержали в условиях гетто вплоть до полного уничтожения, используя на тяжелых и грязных принудительных работах, от чего многие узники умерли от непосильных нагрузок в условиях постоянного голода и отсутствия медицинской помощи.
За время оккупации практически все евреи Житковичского района были убиты, а немногие спасшиеся в большинстве воевали впоследствии в партизанских отрядах.
Евреев в районе убивали в Турове, Житковичах, деревнях Ленин, Вересница, Дяковичи, Постолы, Люденевичи (105 человек в августе 1941 года), Старые Милевичи, Переров, Запесочье, Сторожовцы и других местах.
В деревне Кажановичи в январе 1942 года немцы вывели на окраину деревни 10 евреев, приказали выдолбить в замерзшей земле яму и раздеться. Затем на глазах у родителей убили их детей, и только потом самих взрослых.
Во время карательной операции нацистов Припятские болота были убиты множество евреев, в том числе 23 августа 1941 года в деревне Черничи, где часть евреев расстреляли, а часть утопили в болоте.
В деревне Переров в конце августа (по другим данным, в начале сентября) 1941 года полицаи собрали около 30 евреев — женщин, 6 мужчин, стариков и детей, и погнали пешком в Туров. Возле деревни Кремное мужчин расстреляли, а оставшихся 18 евреев убили рядом с Туровской МТС. В октябре 1941 года немцы расстреляли ещё 15 евреев в урочище Пасека и 10 — на берегу Припяти около Перерова.

## Гетто
Оккупационные власти под страхом смерти запретили евреям снимать желтые латы или шестиконечные звезды (опознавательные знаки на верхней одежде), выходить из гетто без специального разрешения, менять место проживания и квартиру внутри гетто, ходить по тротуарам, пользоваться общественным транспортом, находиться на территории парков и общественных мест, посещать школы.
Деревня Ленин

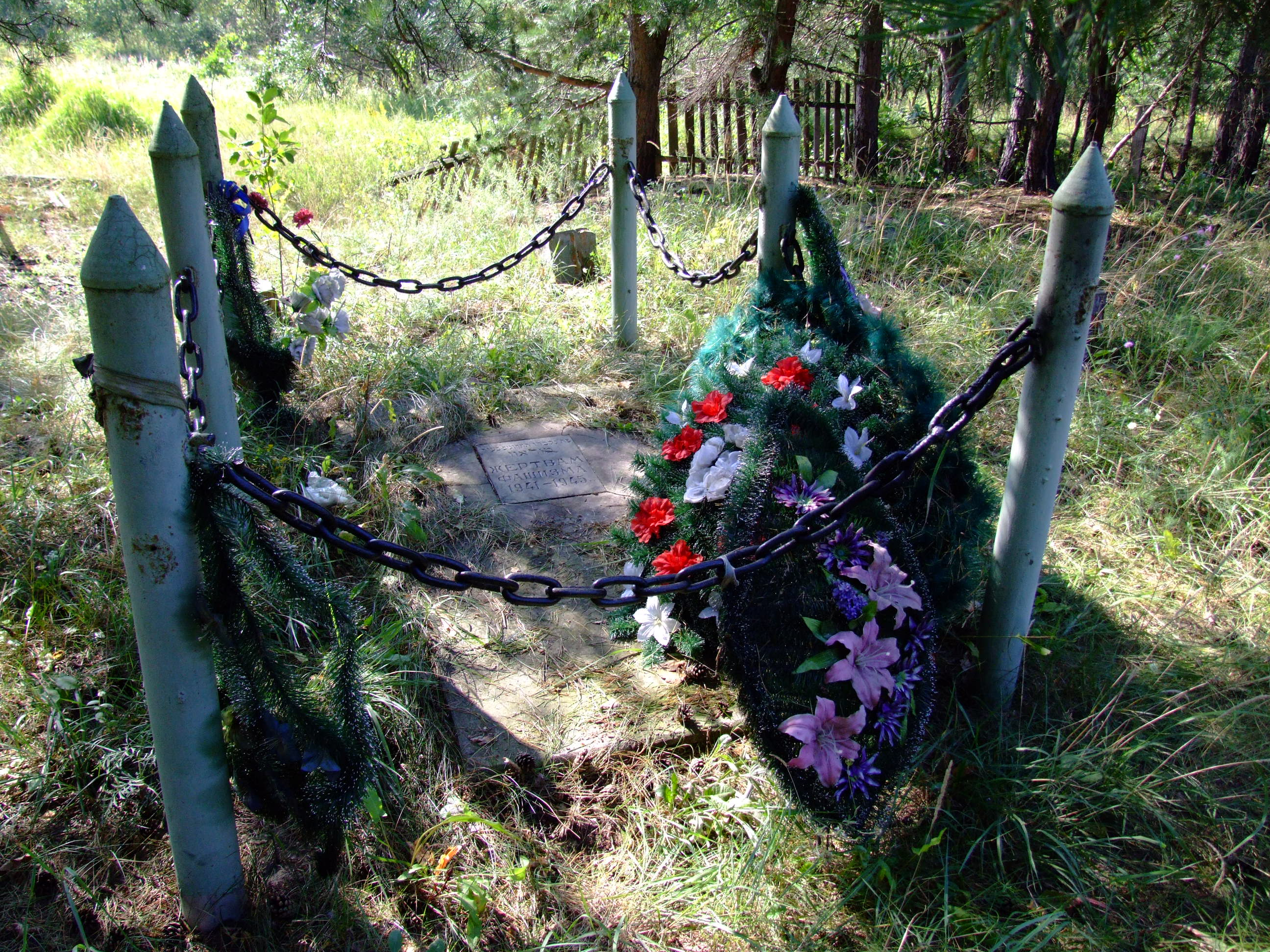
Памятник убитым евреям Турова на кладбище Казаргать

Реализуя нацистскую программу уничтожения евреев, немцы создавали гетто почти во всех городах и населённых пунктах Беларуси, где проживало еврейское население. Так и в Житковичском районе оккупанты организовали 4 гетто.
- В гетто деревни Ленин (конец июля 1941 — 14 августа 1942) были замучены и убиты около 2000 евреев.
- В гетто посёлка Туров (сентябрь 1941 — весна 1942) были убиты более 500 евреев.

### Гетто в Житковичах
В 1939 году в посёлке Житковичи жили 898 евреев — 20,65 % населения. Посёлок был оккупирован почти три года — с 20 августа 1941 года до 6 июля 1944 года.
Гетто в Житковичах просуществовало до февраля 1942 года.
В августе 1941 года немцы убили в посёлке 10 евреев, в октябре-ноябре — ещё 12, а на следующий день — ещё 37 евреев.
В декабре 1941 года немцы согнали 70 евреев — женщин, детей и стариков — к заранее выкопанной яме и расстреляли. В живых временно оставили только несколько портных для пошива и ремонта одежды, а затем их тоже убили. Смогла сбежать Хава Гоберман с пятилетним ребёнком, но её поймали уже на следующий день, пытали и убили вместе с ребёнком.
В феврале 1942 года были убиты последние 50 евреев Житковичей.
Всего в Житковичах были убиты не менее 167 евреев. Опубликованы их неполные списки.

### Гетто в Люденевичах
Накануне войны в деревне Люденевичи жили около 100 евреев. Гетто просуществовало до начала зимы 1941 года.
Всего в Люденевичах немцами и полицаями были убиты 105 евреев — в основном, старики, женщины и дети. Братская могила находится в лесу в 1 километре от деревни. Опубликованы неполные списки убитых.

## Случаи спасения и «Праведники народов мира»
В Житковичском районе 7 человек были удостоены почетного звания «Праведник народов мира» от израильского мемориального института «Яд Вашем» «в знак глубочайшей признательности за помощь, оказанную еврейскому народу в годы Второй мировой войны»:
- Максимюк Наталья и Иванова (Максимюк) Наталья — за спасение Дудкиной (Клигер) Раисы в деревне Ленин[41];
- Корбут (Величко) Мария, Цуба Вера и Величко Павел — за спасение семьи Рабинович и Кирзнера Шепшеля на хуторе Язвино около деревни Гричиновичи[42];
- Воробей Денис и Воробей Ева — за спасение Топчик Липы и Водницкого Павла в деревне Гричиновичи[43].

## Память
Опубликованы неполные списки жертв геноцида евреев в Житковичском районе.
Памятник убитым евреям района установлены в Турове и шесть памятников — в Ленине.